# Arusha (CC)
Arusha (CC) (Arusha City Council, auch Arusha Mjini  genannt) ist ein Distrikt der Region Arusha im Norden von Tansania. Er ist beinahe vollständig vom Distrikt Arusha (DC) umschlossen, nur im Süden trifft er an einem Punkt an die Region Manyara und im Osten grenzt er wenige Kilometer an den Distrikt Meru.

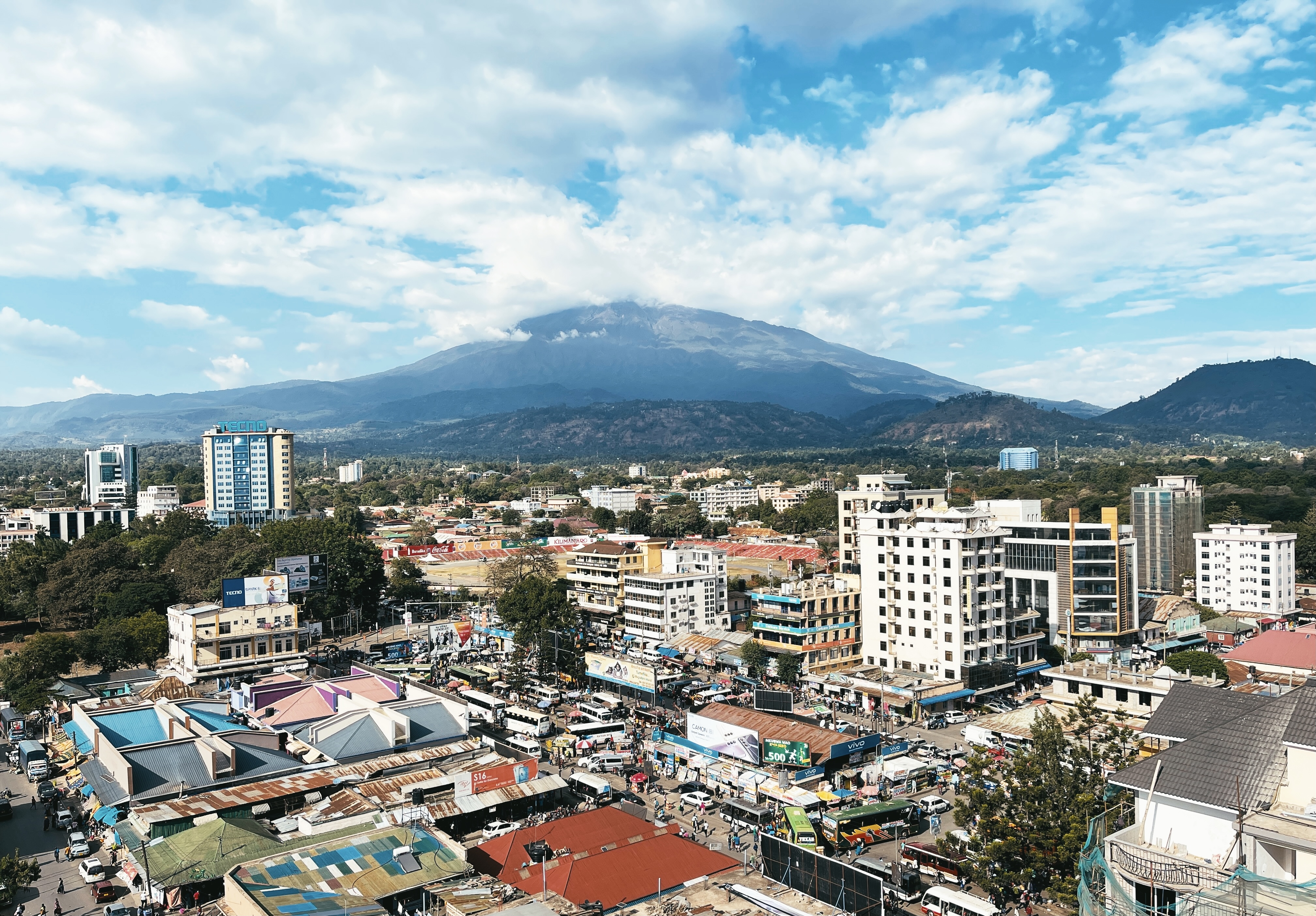
Arusha City

## Geographie
Arusha (CC) hat eine Fläche von 267 Quadratkilometern und 617.631 Einwohner (Volkszählung 2022). Der Distrikt liegt in einer Höhe zwischen 1160 und 1450 Meter über dem Meer am südlichen Abhang des Mount Meru. Der sanft abfallende Hang wird durch einzelne Hügel durchbrochen, die wichtigsten sind Themi, Suye und Nemas. Die Entwässerung erfolgt über zahlreiche kleine Bäche, die am Berghang entspringen. Die größten Bäche sind Burka, Engarenaro, Naura und Kijenge, die alle in den Fluss Themi münden.
Das Klima im Distrikt ist mild und gemäßigt, Cwa nach der effektiven Klimaklassifikation. Die Niederschläge von durchschnittlich 837 Millimeter im Jahr fallen großteils in den Monaten November bis April, die Monate Juni bis September sind trocken. Die Durchschnittstemperatur liegt zwischen 16,8 Grad Celsius im Juli und 22,7 Grad im Februar.

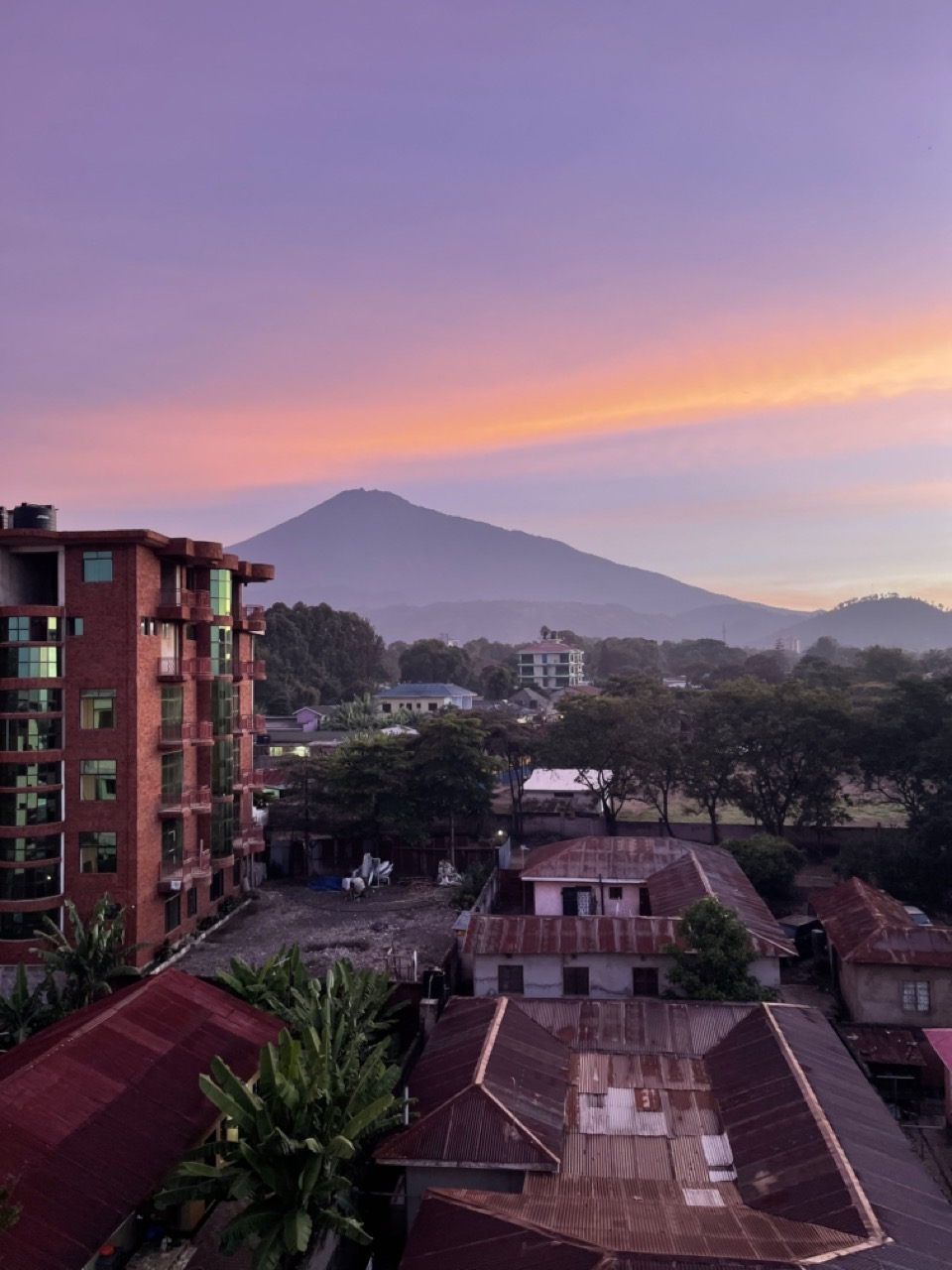
Blick auf den Mount Meru vom Stadctteil Levolos

## Geschichte
Am Anfang des 19. Jahrhunderts bauten die deutschen Kolonialherren eine Festung am Fuß des Mount Meru, aus dieser entstand die Stadt Arusha. Im Jahr 1948 erhielt Arusha mit 5.000 Einwohnern den Status einer Township Authority, 1980 wurde es zur Municipality und 2012 zur Stadtgemeinde (City Council) ernannt.

## Verwaltungsgliederung
Der Distrikt besteht aus dem einen Wahlkreis (Jimbo) Arusha Mjini und 25 Gemeinden (Kata, Ward):
- Baraa
- Daraja II
- Elerai
- Engutoto
- Kaloleni
- Kati
- Kimandolu
- Lemara
- Levolosi
- Moivaro
- Moshono
- Muriet
- Ngarenaro
- Olasiti
- Olmoti
- Oloirien
- Osunyai Jr
- Sakina
- Sekei
- Sinoni
- Sokon I
- Sombetini
- Terrat
- Themi
- Unga Ltd

## Bevölkerung
Von der Volkszählung 2012 bis 2022 gab es einen jährlichen Bevölkerungszuwachs von 4,0 Prozent.

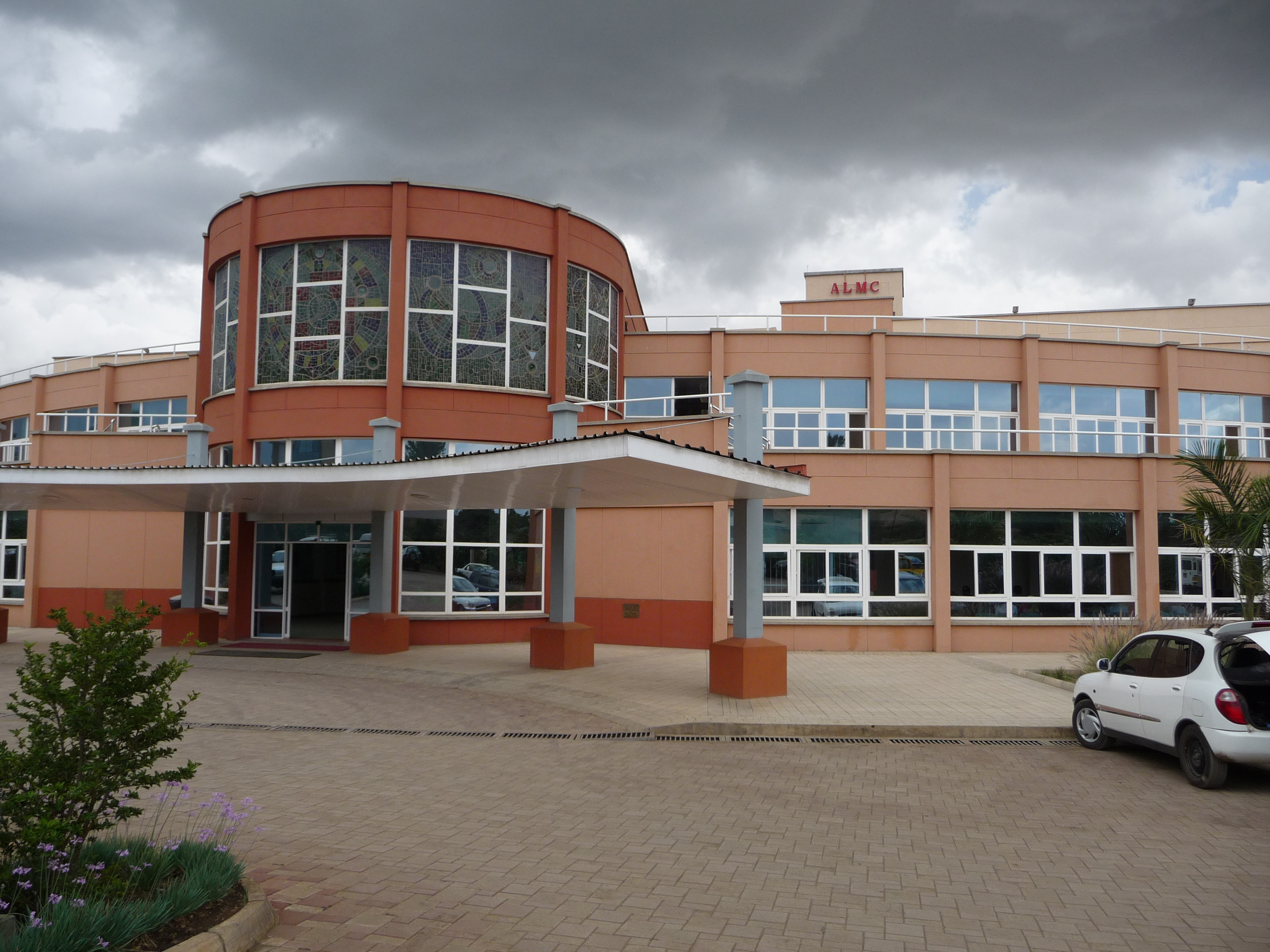
Das ALMC-Krankenhaus

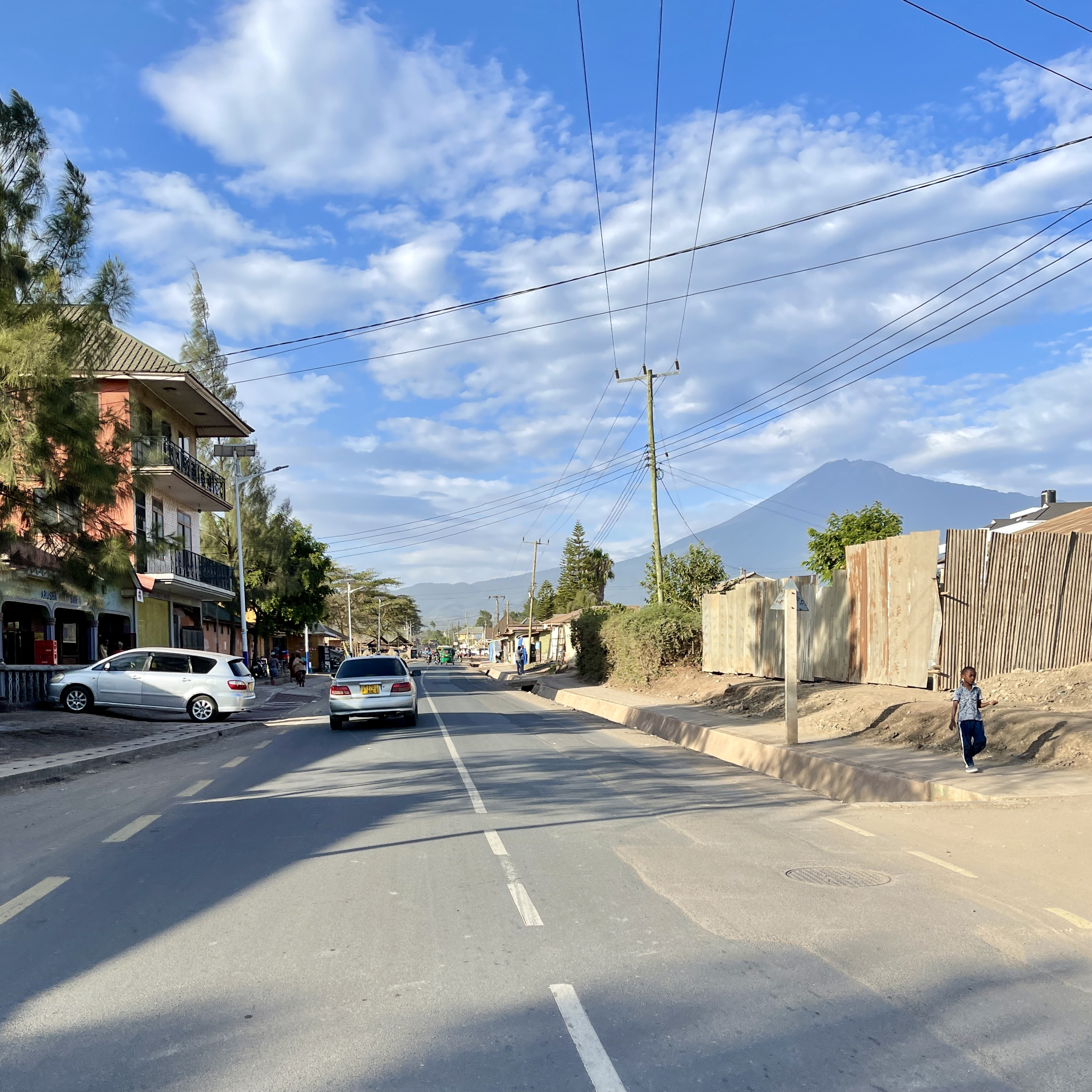
Straßenszene in Sombetini

| Volkszählung | Einwohner |
| ------------ | --------- |
| 1988         | 132.861   |
| 2002         | 281.608   |
| 2012         | 416.442   |
| 2022         | 617.631   |

## Einrichtungen und Dienstleistungen
- Bildung: Im Distrikt befinden sich 154 Grundschulen und 52 weiterführende Schulen.[9] In Arusha tätige Hochschulbildungseinrichtungen sind das Arusha Technical College (ATC), die Open University of Tanzania (OUT), das Rechenzentrum der Universität von Dar es Salaam, das Institute of Accountancy Arusha (AIA), das East and Southern Africa Management Institute (ESAMI), die Arusha University, die St.-Augustinus-Universität Tansania (SAUT) und die Mount Meru Universität.[10]
- Gesundheit: Für die medizinische Versorgung der Bevölkerung gibt es 5 Krankenhäuser, wovon eines staatlich und 4 privat geführt werden, 16 Gesundheitszentren und 60 Apotheken.[11]

## Wirtschaft und Infrastruktur
Die wichtigsten Wirtschaftszweige sind Handel, Industrie, Landwirtschaft und Tourismus:
- Handel: Arusha ist das größte Handelszentrum im Nordosten von Tansania. Es werden sowohl lokale als auch importierte Waren gehandelt,[3] zum Beispiel Mineralien von den Mererani-Minen.[5]
- Industrie: Im Distrikt befinden sich mehr als 50 Groß- und Mittelbetriebe, darunter Tanzania Breweries Ltd., Sunflag, Tanzania Pharmaceutical Industries und 200 Kleinbetriebe.[3]
- Landwirtschaft: Landwirtschaft wird vor allem kleinbäuerlich betrieben. Das Wachstum der Stadt verdrängt die landwirtschaftlichen Flächen. An Haustieren werden überwiegend Rinder (40.000), Ziegen (30.000), Schafe (10.000) und Hühner (80.000) gehalten.[3]
- Tourismus: Arusha ist der Ausgangspunkt für Besuche in Nationalparks oder für die Besteigung des Kilimandscharo. In der Stadt selbst sind die deutsche Boma, das Arusha-Deklarations-Museum und die Kunsthandwerksläden sehenswert.[3]
- Eisenbahn: Die im Jahr 2007 eingestellte Usambarabahn von Tanga nach Arusha wurde 2019 wieder eröffnet.[12]
- Flughafen: Im Westen des Distrikts liegt der Flughafen Arusha, der Flüge nach Lake Manyara, Sansibar, Seronera, Kilimanjaro und ins Grumeti Game Reserve anbietet[13]
- Straße: In Arusha treffen die asphaltierten Nationalstraßen T2 und T5 zusammen. Die T2 verbindet Arusha mit den Zentren im Südosten und führt weiter nach Kenia im Norden. Die T5 verläuft nach Südwesten nach Babati.[14]

## Politik
In den Distriktrat werden 37 Vertreter gewählt, davon sind 8 Sitze für Frauen reserviert.

## Persönlichkeiten
- Zebedayo Bayo (* 1976), Langstreckenläufer
- John Nada Saya (* 1978, † 2011), Langstreckenläufer[16]